# Kaltenborn
Kaltenborn là một đô thị thuộc huyện Ahrweiler, bang Rheinland-Pfalz, phía tây nước Đức. Đô thị Kaltenborn có diện tích 21,82 km², dân số thời điểm ngày 31 tháng 12 năm 2006 là 414 người.